# هلیا مولینا
هلیا آگوئدا مولینا میلمان (انگلیسی: Helia Molina؛ زادهٔ ۲ آوریل ۱۹۴۷)(متولد ۲ آوریل ۱۹۴۷) پزشک، استاد دانشگاه و سیاستمدار شیلیایی است. او در سال ۲۰۱۴ در دومین دوره ریاست‌جمهوری میشل باچلت به عنوان وزیر بهداشت عمومی خدمت کرد. وی در حال حاضر استاد دانشکده علوم پزشکی دانشگاه سانتیاگو است.
مولینا به عنوان مشاور در سازمان پان‌آمریکن هلث (PAHO)، سازمان جهانی بهداشت (WHO)، یونیسف، بانک توسعه بین‌آمریکایی (IADB) و سایر سازمان‌های بین‌المللی فعالیت داشته است.

## حرفه علمی
هلیا مولینا در ۲ آوریل ۱۹۴۷ در سانتیاگو متولد شد. او در سال ۱۹۷۱ مدرک علوم پزشکی و در سال ۱۹۷۳ مدرک جراحی خود را از دانشگاه شیلی دریافت کرد. در سال ۱۹۹۹ نیز مدرک کارشناسی ارشد بهداشت عمومی را از همان دانشگاه اخذ نمود.
از سال ۲۰۱۷ به عنوان رئیس دانشکده علوم پزشکی دانشگاه سانتیاگو منصوب شده است. وی بین سال‌های ۱۹۷۷ تا ۱۹۹۰ در واحد آموزش کودکان بیمارستان سوترو دل ریو وابسته به دانشگاه پونتیفیکال کاتولیک شیلی تدریس کرده است. مولینا در چندین مطالعه و پروژه ملی و بین‌المللی مشارکت داشته و نویسنده مقالات متعدد در زمینه حقوق کودکان و سیاست‌های عمومی برای رشد دوران کودکی است.
وی تا سال ۱۹۹۰ به عنوان پزشک متخصص اطفال در بیمارستان سوترو دل ریو فعالیت می‌کرد. بین سال‌های ۱۹۹۱ تا ۱۹۹۵ مدیر مراقبت‌های اولیه خدمات بهداشتی متروپولیتن اوریانته بود و از ۱۹۹۵ تا ۱۹۹۹ به عنوان مشاور وزارت بهداشت در زمینه مراقبت‌های اولیه و ارتقای سلامت خدمت کرد. او اولین زنی بود که بین سال‌های ۱۹۸۳ تا ۱۹۸۷ به ریاست انجمن اطفال شیلی رسید و در سال ۱۹۹۹ نیز مدیر انجمن اپیدمیولوژی شیلی بود.
بین سال‌های ۲۰۰۰ تا ۲۰۰۴ به عنوان مشاور منطقه‌ای سلامت کودکان سازمان پان‌آمریکن هلث برای آمریکای لاتین و کارائیب فعالیت داشت. پس از بازگشت به شیلی، در سال ۲۰۰۶ به شورای کودکان که توسط رئیس‌جمهور میشل باچلت تأسیس شده بود پیوست و تا سال ۲۰۱۰ به عنوان رئیس بخش سیاست‌ها و ارتقای سلامت در وزارت بهداشت خدمت کرد. وی بین سال‌های ۲۰۰۵ تا ۲۰۰۸ نیز عضو شبکه دانش توسعه کودک در چارچوب کمیسیون سازمان جهانی بهداشت در مورد تعیین‌کننده‌های اجتماعی سلامت بود.

## حرفه سیاسی

### وزیر بهداشت عمومی
در ژانویه ۲۰۱۴، مولینا توسط میشل باچلت به عنوان وزیر بهداشت عمومی منصوب شد و در ۱۱ مارس ۲۰۱۴ این سمت را بر عهده گرفت.
در ۳۰ دسامبر ۲۰۱۴، او در مصاحبه‌ای با روزنامه لا سگوندا اظهار داشت که «در تمام کلینیک‌های خصوصی، بسیاری از خانواده‌های مرفه برای دخترانشان سقط‌جنین انجام داده‌اند» و به دوگانگی استانداردها در دسترسی به سقط‌جنین بین اقشار ثروتمند و فقیر اشاره کرد. این اظهارات جنجال‌برانگیز شد و دولت مجبور به انتشار بیانیه‌ای شد که این نظرات را صرفاً شخصی اعلام کرد. در همان روز، مولینا استعفای خود را ارائه داد که توسط رئیس‌جمهور پذیرفته شد.

### کاندیداتوری شهرداری ۲۰۱۶
در مه ۲۰۱۶، هلیا مولینا در انتخابات مقدماتی شهرداری نونیوا برای ائتلاف اکثریت جدید شرکت کرد. در انتخابات مقدماتی ۱۹ ژوئن، او با کسب ۳۵٫۱۷٪ آرا به عنوان نامزد نهایی انتخاب شد، اما در انتخابات اصلی با کسب ۲۲٬۳۷۳ رأی (۳۵٫۷٪) به آندرس زاهری که ۳۰٬۹۴۴ رأی (۴۹٫۴٪) کسب کرده بود، باخت.
مولینا عضو هیئت مدیره مشارکت برای سلامت مادران، نوزادان و کودکان (PMNCH) نیز بوده است.